# Tosa del Braibal
Tosa del Braibal är en bergstopp i Andorra. Den ligger i den centrala delen av landet. Toppen på Tosa del Braibal är 2 637 meter över havet. Tosa del Braibal ligger vid västra slutet av en bergskedja upp mot berget Pessons, 2 864 meter över havet.
Närmaste större samhälle är Encamp, 3,9 kilometer norr om Tosa del Braibal. 
Trakten runt Tosa del Braibal består i huvudsak av gräsmarker och kala bergstoppar.